# Juan Lemigio
Juan Lemigio, Juan I Lemigio o Joannes Lemigius Thrax (¿? - 615) fue exarca de Rávena de 611 a 615. Fue nombrado exarca en 611 para reemplazar a Esmaragdo y a lo largo de su reinado parece que logró evitar la guerra con los lombardos. En 615 fue asesinado por varios oficiales. El Liber Pontificalis menciona que uno de los primeros actos de su sucesor, Eleuterio, fue matar a las personas acusadas de desempeñar algún papel en la muerte de Juan.